# Денисов, Владимир Сергеевич
Влади́мир Серге́евич Дени́сов (р. 23 ноября 1950) — советский и российский художник, скульптор, педагог. Создатель и бессменный директор Школы изобразительных искусств в Обнинске (с 1990). Почётный учитель Российской Федерации, педагог высшей категории.

## Биография
В 1990 году вместе с несколькими единомышленниками основал в Обнинске Школу изобразительных искусств.
Мы поняли, что так преподавать живопись и рисунок, как это делалось в советские времена, уже нельзя. Да и, честно говоря, не хочется. И вот мы собрались с духом, обдумали наши планы, сели за стол и написали устав нашей школы.
Становление нашей школы было достаточно сложным. Это ведь были 90-е годы, я сам это время называю не иначе как гражданской войной. Выжить было крайне сложно и с материальной точки зрения, и в моральном плане, но мы выдержали.
В соавторстве с Мариной Глазовой в 2008 году создал первый в России учебник по цветоведению.
Автор скульптурного портрета Александра Пушкина в усадьбе Белкино в Обнинске (2008).
Я решил представить поэта в христовом возрасте 33 лет. Заказчикам понравилась глиняная модель бюста. Думаю‚ что мне удалось при целостности облика сделать образ поэта многогранным. Глядя на него с одной точки‚ может показаться‚ что он философски смотрит вдаль‚ с другой — говорит «Я вас любил»‚ с третьей — «Я памятник себе воздвиг»…

## Участие в творческих и общественных организациях
- Член Союза художников России.

## Цитаты
Журналист Сергей Коротков:
Выдающийся мастер соцреализма. Может с лёгкостью изобразить рабочего в спецовке, голубя мира или комбайн на току. Живопись его светла и понятна, как божий день. 

Но. Но. Но. Больше живописи художник [Денисов] любит детей. В любви к детям он может посоперничать с самим Львом Толстым. Но если граф заставлял детишек колоть дрова, а сам, сволочь, стоял у них над душой и читал им вслух свои назидательные сказки, то [Денисов] не пошел по такому садистскому пути — он просто-напросто создал для детей нормальную художественную школу. Над душой [Денисов] ни у кого не стоит, всё больше посиживает в своём кабинете и лукаво усмехается в седую бороду. В зрачках у художника скачут веселые чёртики, а весь его облик дышит снисходительностью, пониманием и великодушием. Дети смотрят на [Денисова] с благоговением, как смотрели когда-то на самого Корнея Чуковского. 

[Денисову] необходимо позавидовать: прекрасно осознавая предел своих творческих возможностей, он не только нашёл себя и своё место в жизни, но и сумел остаться порядочным и независтливым человеком. Для художников это редкость редчайшая.
Художник Александр Уткин, ученик Владимира Денисова (2008):
Есть у нас в Обнинске такая получастная-полумуниципальная художка во главе с великим человеком, Владимиром Сергеевичем Денисовым, великим, на мой взгляд, педагогом.

### Публикации Владимира Денисова

#### Книги
- Денисов В. С., Глазова М. В. Восприятие цвета: Учебно-методическое пособие. — М.: Эксмо, 2008. — 176 с. — (Образовательный стандарт XXI). — 3000 экз. — ISBN 978-5-699-24233-7.
- Денисов В. С., Глазова М. В. Восприятие цвета: Учебно-методическое пособие. — М.: Эксмо, 2009. — 176 с. — (Образовательный стандарт XXI). — 2000 экз. — ISBN 978-5-699-24233-7.
- Глазова М. В., Денисов В. С. Изобразительное искусство. Алгоритм композиции. — М.: Когито-Центр, 2012.

#### Статьи
- Денисов В. С. Реорганизация назрела // Час пик. — 2013. — 8 февраля (№ 4 (616)).

Денисов В. С. Дизайн в дополнительном образовании и в культуре. Дети техника творчество.№ 1 2013, с. 52, 53
Образовательный научно-популярный журнал,

### О Владимире Денисове
- Вареник В. Юбилей художника и учителя (недоступная ссылка — история) // Час пик. — 2010. — 3 декабря.
- Коротков С. Художники города Околонска // Obninsk.Ru. Архивировано 2 января 2011 года.
- Коротков С. Восприятие цвета, восприятие жизни // Новая среда +. — 2010. — 15 сентября.
- Коротков Сергей. Восприятие цвета, восприятие жизни // Весть. — 2010. — 21 сентября (№ 342 (6673)).
- оротков Сергей. Контракт с рисовальщиком // Весть. — 2011. — 3 февраля (№ 40-43 (6854-6857)).
- Коротков С. Контракт с рисовальщиком // Обнинский вестник. — 2011. — 3 марта.
- Педагоги из Обнинска написали первый в России учебник по цветоведению (недоступная ссылка — история) // Regions.ru. — 2008. — 21 февраля.
- Сочеева Е. В Обнинске появился памятник Пушкину // Агентство культурной информации. — 2008. — 14 августа. Архивировано 14 августа 2011 года.
- Яковлева А. Работа как состояние души // Обнинск. — 2010. — № 115 (3359). Архивировано 21 сентября 2010 года.
- Романов Ю. Яркий мир студийцев Денисова // Час пик. — 2012. — 24 ноября (№ 31 (606)).